# آئودی ئی-ترون
آئودی ای-ترون نام خودرویی برقی از سری خودروهای برقی و هیبریدی است که توسط کارخانهٔ آئودی از سال ۲۰۰۹ معرفی شده‌است. اولین بار این خودروی مفهومی در نمایشگاه بین‌المللی خودروی فرانکفورت در سال ۲۰۰۹ معرفی گردید.

## ای-ترون (فرانکفورت)

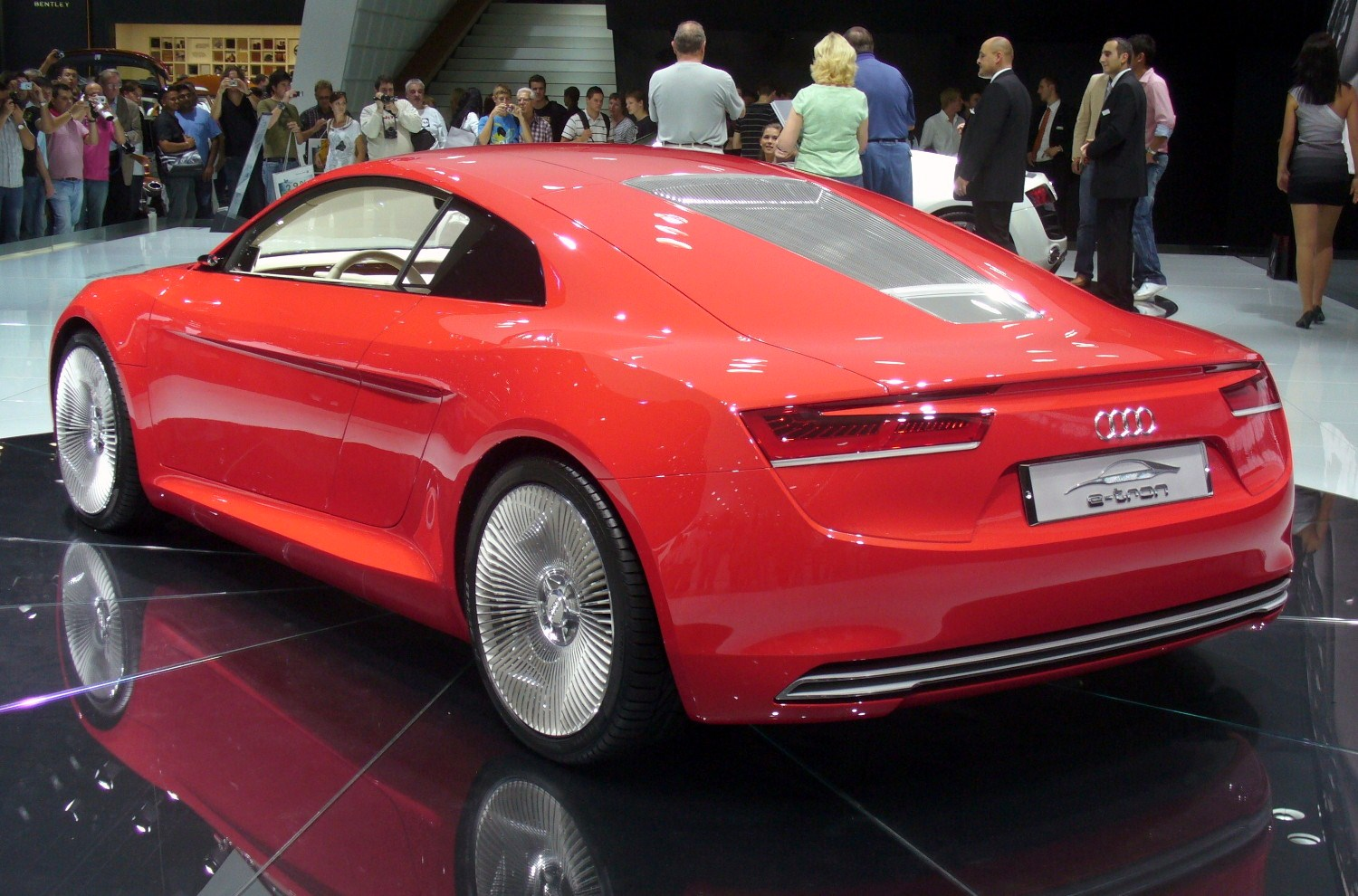
ئی ترون در نمایشگاه فرانکفورت

اولین بار این خودروی مفهومی در نمایشگاه بین‌المللی خودروی فرانکفورت در سال ۲۰۰۹ معرفی گردید. مدل دونفره این خودرو در طراحی ظاهری شبیه به خودروی آئودی آر-۸ است (البته کمی کوچکتر می‌باشد) و از چهار موتور که نیرویشان بر چهار چرخ اعمال می‌شود استفاده می‌کند. بر روی هم رفته ۲۳۰ کیلووات (۳۰۸ اسب بخار) انرژی و ۴۵۰۰ نیوتن بر متر گشتاور را موتورها تولید می‌کنند، که باعث می‌شود شتاب صفر تا ۱۰۰ این خودرو برابر با ۴٫۸ ثانیه باشد. با باتری لیتیومی این خودرو می‌توان با یکبار شارژ تا ۲۴۸ کیلومتر راند. مدل تولید شدهٔ محدود این خودرو که به آر-۸ ئی ترون معروف است و بر پایهٔ ای-ترون ساخته شده، در مرحلهٔ توسعه می‌باشد.

## ئی-ترون (دیترویت)
دومین بار خودروی مفهومی ئی-ترون در نمایشگاه بین‌المللی خودروی آمریکای شمالی در سال ۲۰۱۰ در دیترویت به نمایش درآمد. این مدل کو چکتر از خودروی به نمایش درآمده در فرانکفورت بود. در این مدل خودرو دو موتور دارد و نیروی محرکه تنها به دو چرخ عقب منتقل می‌شود. توان خروجی این مدل ۱۵۰ کیلووات (۲۰۱ اسب بخار) و گشتاور ۲٬۶۵۰ نیوتن بر متر است و شتاب صفر تا صد برابر با ۵٫۹ ثانیه می‌باشد. مدلهای مشابه بر اساس پلت‌فرم‌های آینده موسوم به 9X1، که با پورشه و فولکس واگن مشترک می‌باشد در حال توسعه می‌باشد.

## پیوند به بیرون

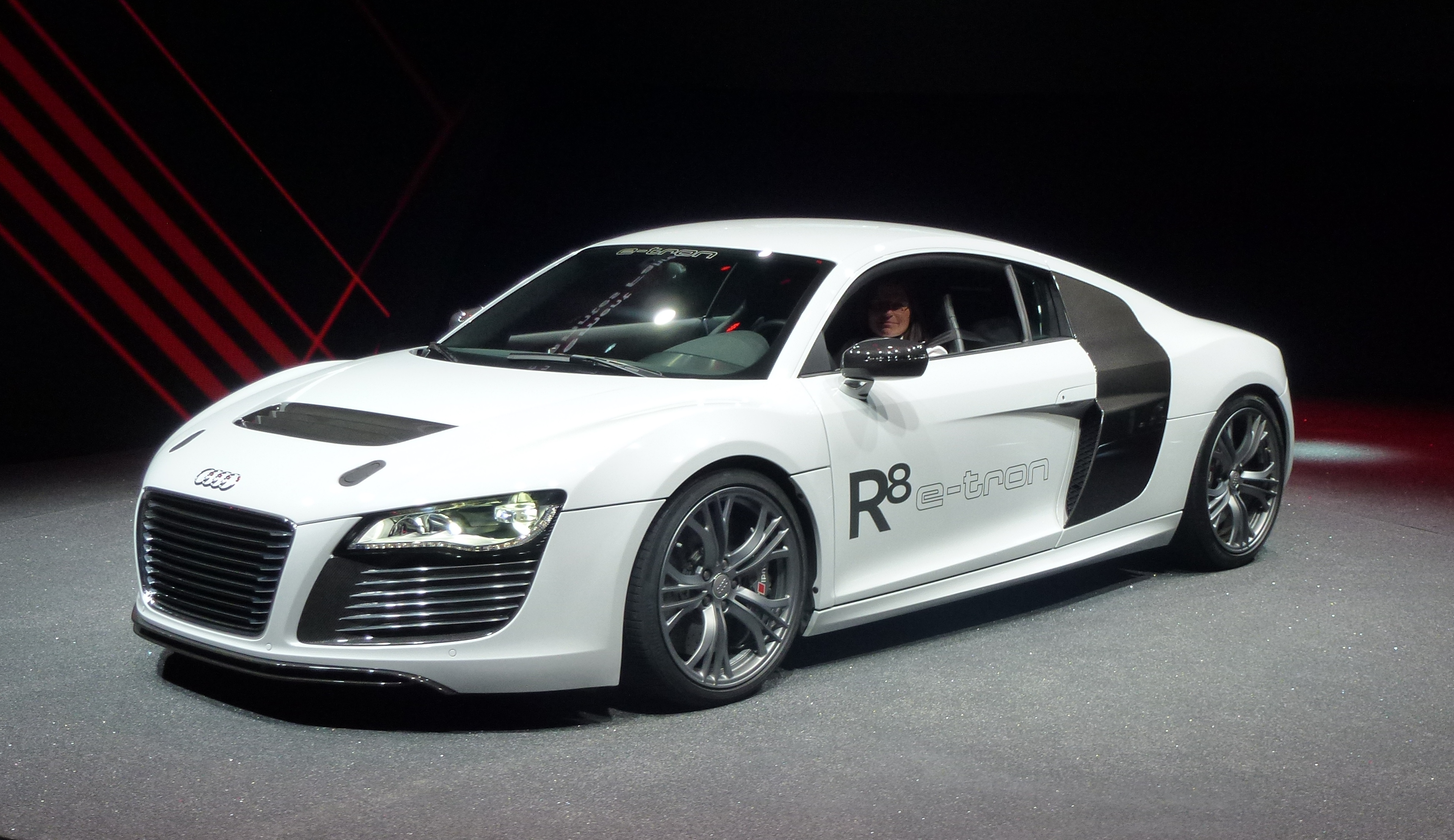
Audi R8 e-tron at IAA 2011